# Игаси
Игаси (порт. Igaci)  —  муниципалитет в Бразилии, входит в штат Алагоас. Составная часть мезорегиона Сельскохозяйственный район штата Алагоас. Входит в экономико-статистический  микрорегион Палмейра-дуз-Индиус. Население составляет 25 305 человек. Занимает площадь 335 км². Плотность населения — 75,53 чел./км².

## История
Город основан в 1957 году.

## География
Климат местности: тропический.